# Hastings (Nieuw-Zeeland)
Hastings is een stad in de regio Hawke's Bay in Nieuw-Zeeland. Het is tevens de hoofdstad van de regio.
Minder dan 20 kilometer ten noorden van Hastings ligt Napier, daarom worden deze steden samen ook wel "The Twin Cities" of "The Bay Cities" genoemd. Gezamenlijk hebben de twee steden ongeveer 120.000 inwoners.
Het district Hastings bestaat uit drie kernen: Hastings city, Flaxmere and Havelock North. Deze kernen zijn met een spoorlijn aan elkaar verbonden. Hastings is snel gegroeid en is het commerciële centrum van de regio. In het centrum staan veel hoge kantoorgebouwen. De meeste inwoners van Hastings werken in de stad zelf. In de regio zijn duidelijk wijken te onderscheiden met de "upper class" en de gezinnen met lagere inkomens.

## Geschiedenis

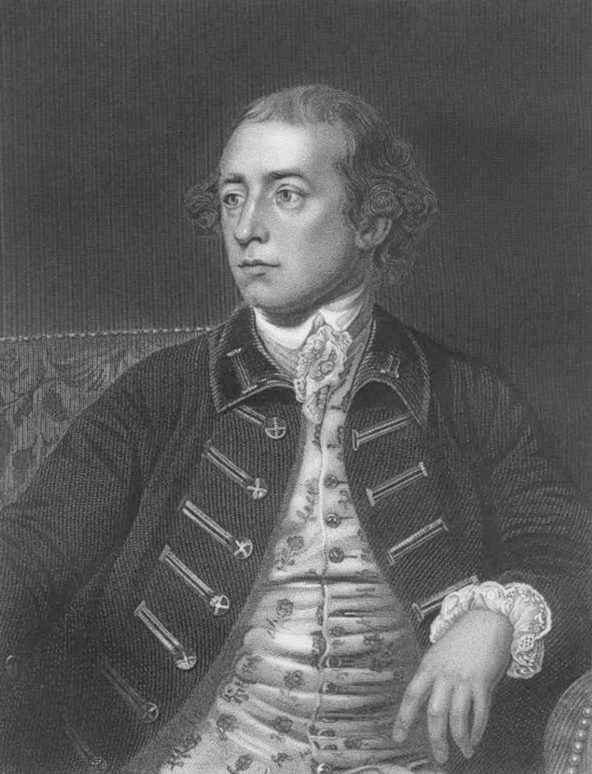
Warren Hastings

De Māori verhuurden in 1867 ongeveer 70 km² land aan Thomas Tanner, die al probeerde het land te kopen sinds 1864. In 1870 hebben twaalf mannen het gebied voor 30 shilling per are gekocht, dat komt neer op £371 per km².
De oorspronkelijke naam van de plek waar nu het stadscentrum is was Karamu. In 1871 werd er een spoorlijn aangelegd van Napier naar Karamu. Karamu veranderde in Hastings in 1873. Op 7 juni 1873 meldde de Hawke's Bay Herald: "De naam van de nieuwe stad is Hastings." Wie de naam heeft toegekend is niet bekend, maar Thomas Tanner beweert dat hij het was, na het lezen over de berechting van Warren Hastings. Andere steden in de regio zijn ook vernoemd naar prominente figuren in de Brits-Indische geschiedenis. De eerste trein tussen Napier en Hasting reed in 1874.
Vanaf 1881 kwam in Hastings een nieuwe industrie op gang. Er opende een brouwerij. De jaren erna kwamen wijngaarden en fruitteelt in de regio, en met 600 inwoners werd Hastings erkend als graafschap op 20 oktober 1886. In 1918 kwamen bijna 300 mensen om het leven bij een grote griepepidemie. Ook bij de grote aardbeving op 3 februari 1931 werd Hastings niet gespaard. Er vielen 93 doden en bijna elk gebouw in de stad werd verwoest.

## Klimaat
Hastings heeft, door de gunstige ligging, een van de hoogste aantallen zonuren van Nieuw-Zeeland en heeft een warm en relatief droog klimaat. Met zomertemperaturen van ongeveer 25 °C en winters met 14 °C. Per jaar valt er ongeveer 800 mm regen.

## Toerisme

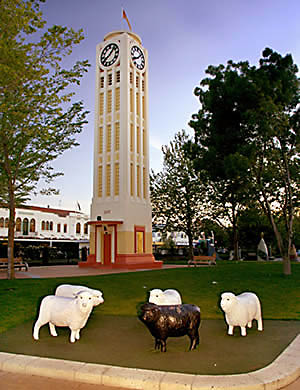
Hastings Town Square

Hastings heeft net als Napier veel gebouwen in de art-deco-stijl. Het is echter minder pittoresk en minder geliefd bij de toeristen. Om dit te compenseren beschikt Hastings over een groot amusementspark: 'Splash Planet'.

## Geboren
- Martin Campbell (24 oktober 1940), regisseur
- Moss Burmester (19 juni 1981), zwemmer
- Liam Lawson (11 februari 2002), autocoureur

## Galerij

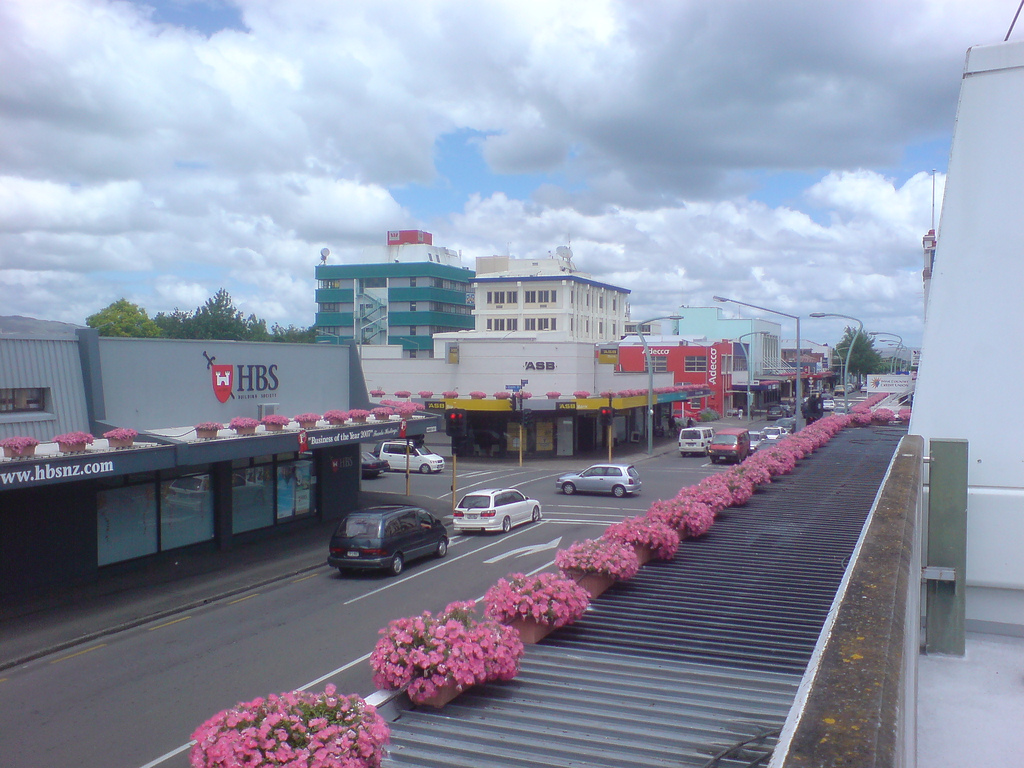
Hastings CBD
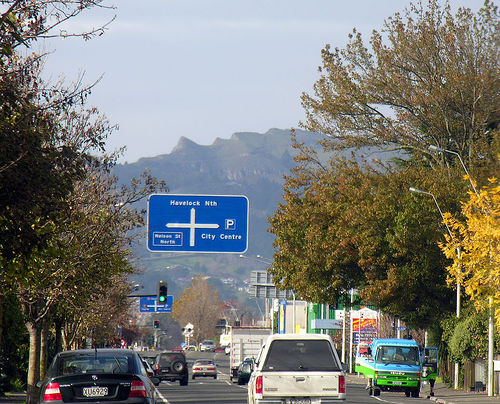
St Aubyn St, looking towards Te Mata Peak
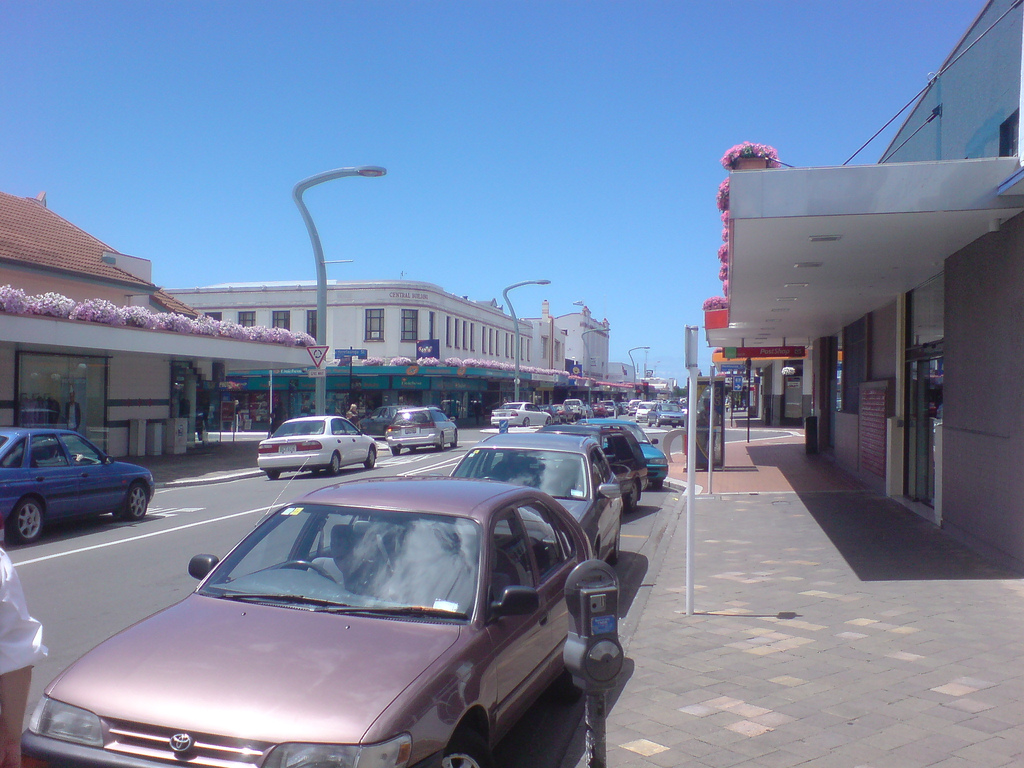
Market St, looking north
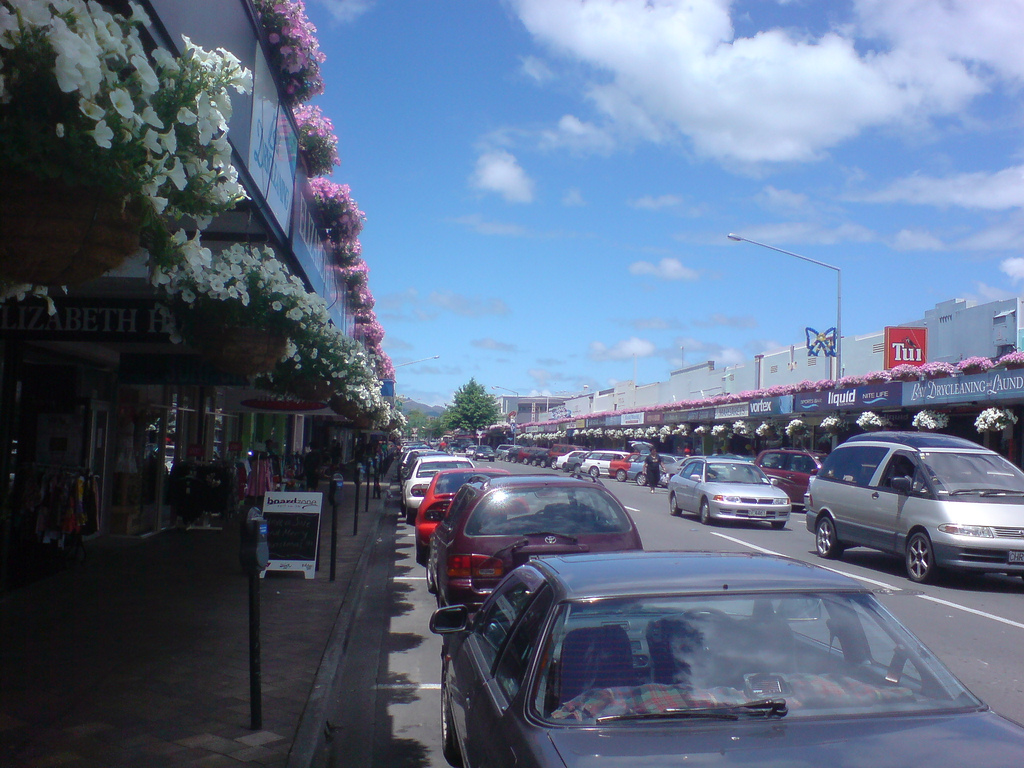
Heretaunga St West
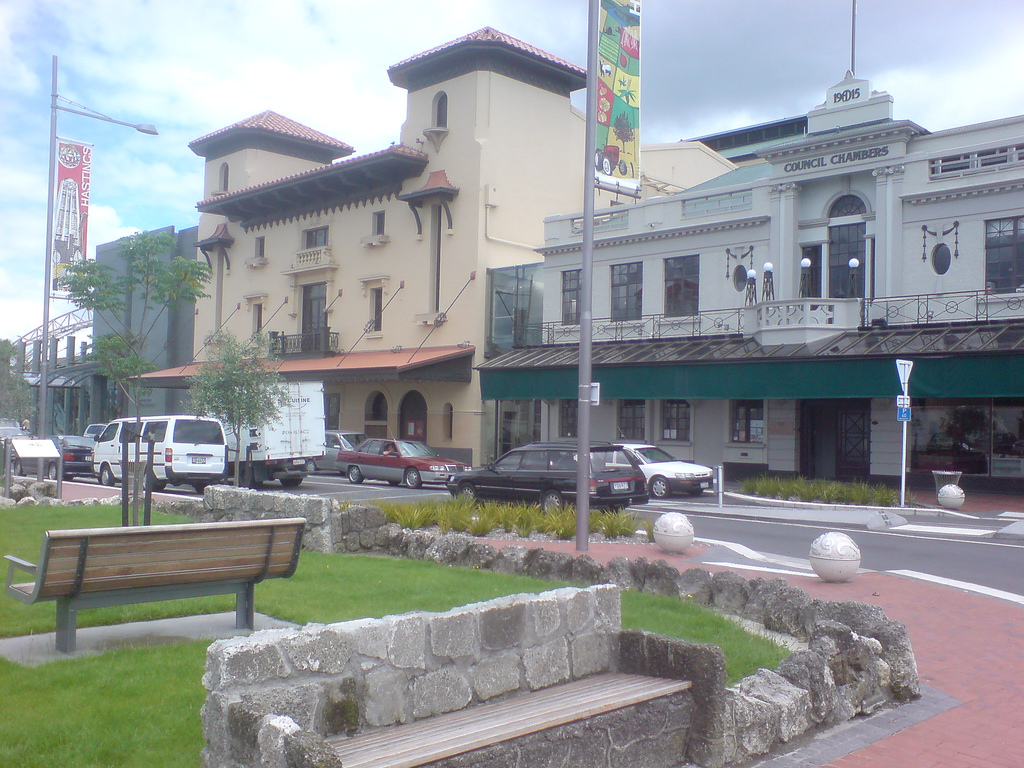
The Hawkes Bay Opera House Complex
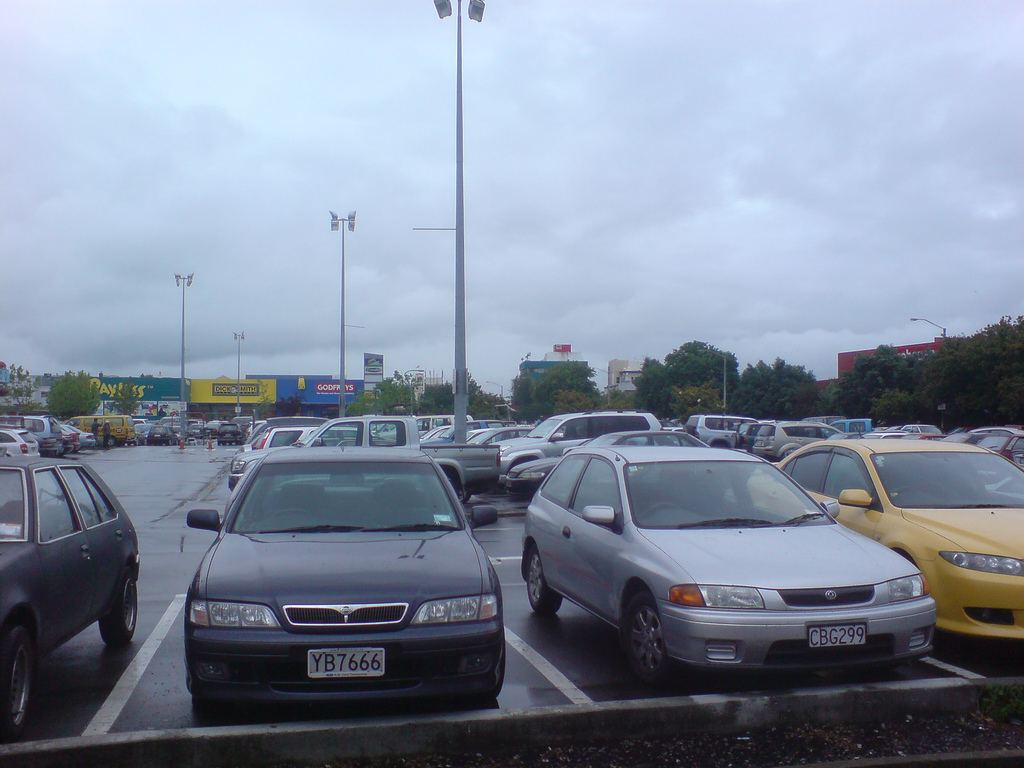
Large format zone north of Hastings CBD
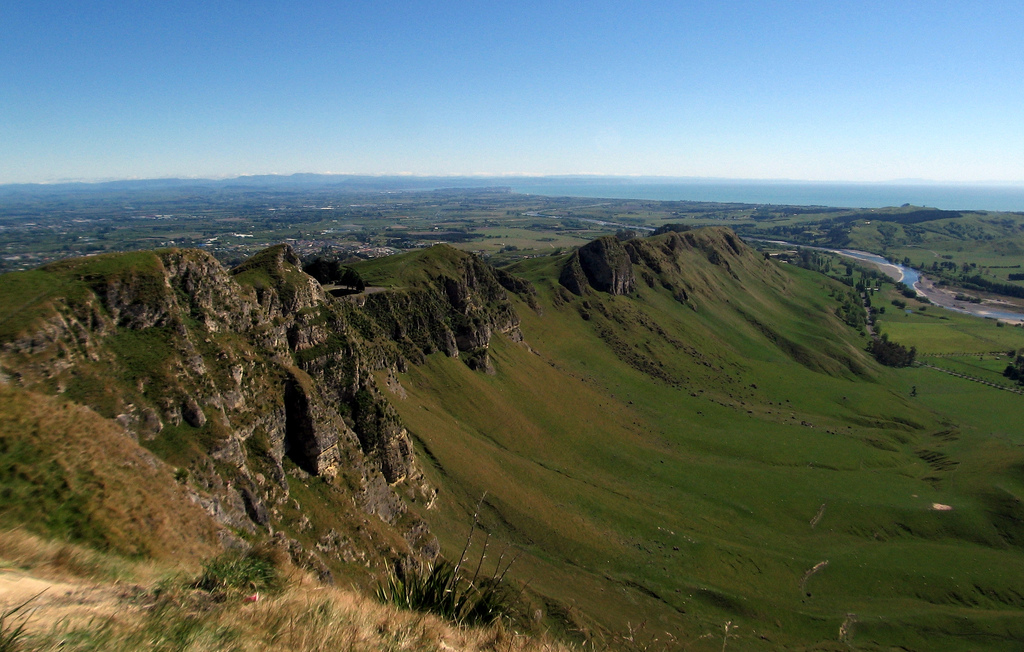
Te Mata Peak look towards Napier and Hawke Bay
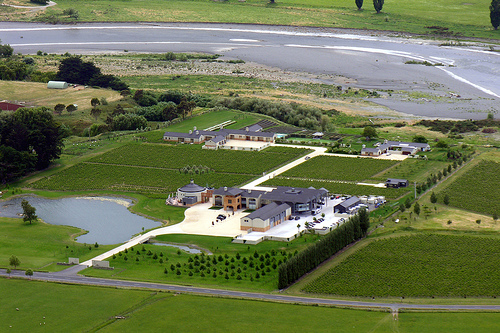
Craggy Range Winery
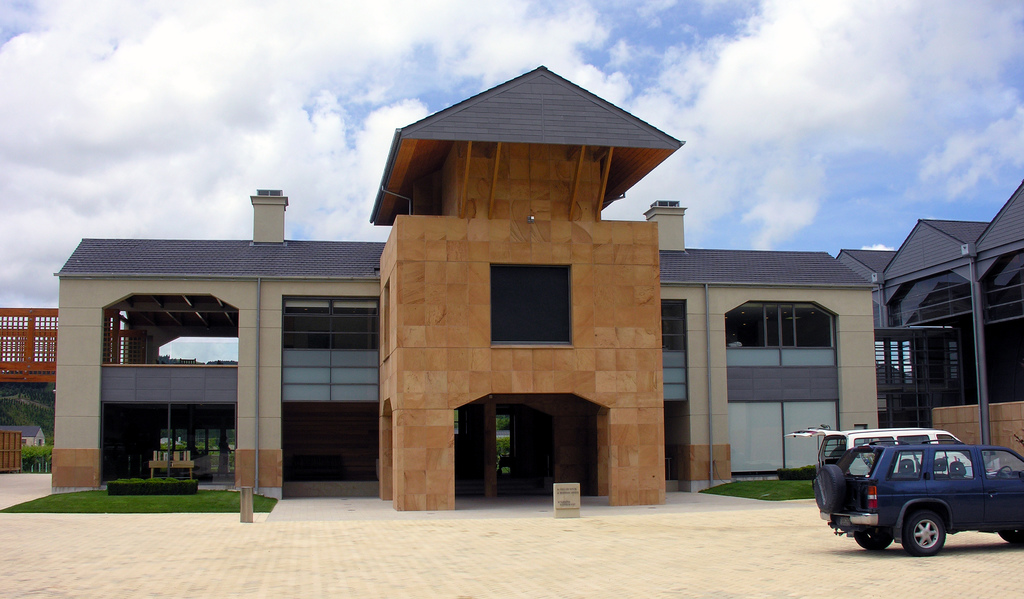
Craggy Range Winery up close
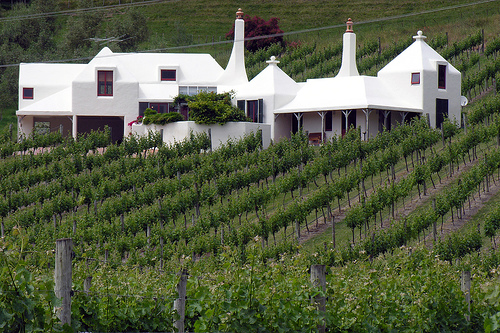
Te Mata Estate
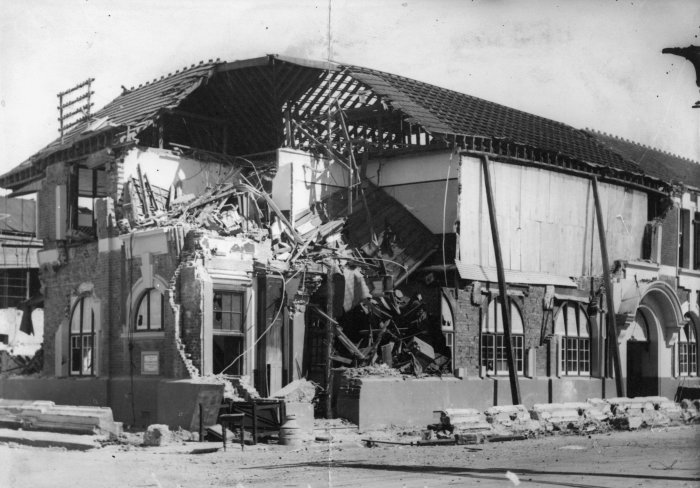
Damage to the post office in the 1931 Hawkes Bay Earthquake
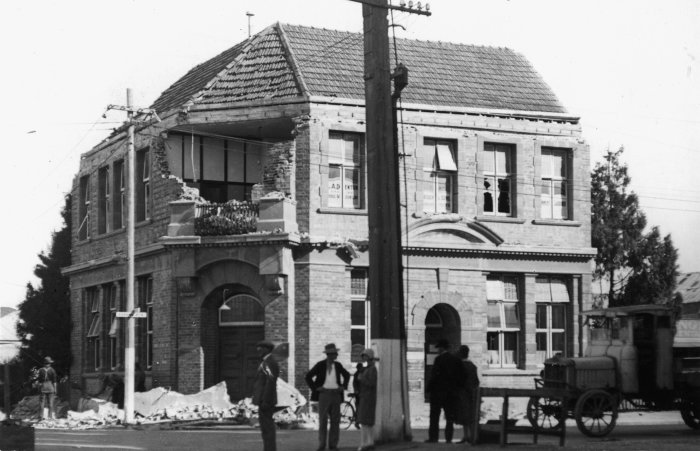
Damage to the Herald Tribune in the 1931 Hawkes Bay Earthquake